# Hipoglucemia
La hipoglucemia o hipoglicemia (diabética o no) es una concentración de glucosa en la sangre anormalmente baja, inferior a 50 mg /100 ml. Suele conllevar alteraciones o pérdida del conocimiento.
Es considerada hipoglucemia diabética si aparece en pacientes con diabetes mellitus en su tratamiento con insulina (shock insulínico), u otra sustancia.
No debe confundirse con lo contrario, la hiperglucemia.

## Niveles de glucosa en sangre
El nivel de glucosa (o azúcar) en sangre (lo cual es la glucemia o glicemia) puede ser medido con un glucómetro. La calificación del estado del paciente dependerá del resultado de la medición, según esta tabla:
|                | En ayunas (habitualmente tras 8 horas de ayuno)                      | Después de comer (de 10 minutos a 2 horas, variable, menos recomendado)                      |
| -------------- | -------------------------------------------------------------------- | -------------------------------------------------------------------------------------------- |
| Hipoglucemia   | menos de 50 mg / dL (menos de 50 mg / 100 mL o menos de 2,78 mmol/L) | menos de 50 mg / dL (menos de 50 mg / 100 mL o menos de 2,78 mmol/L) (circunstancia anómala) |
| Nivel bajo     | 50 a 70 mg / dL (de 50 a 70 mg / 100 mL o de 2,78 a 3,89 mmol/L)     | 50 a 70 mg / dL (de 50 a 70 mg / 100 mL o de 2,78 a 3,89 mmol/L) (circunstancia anómala)     |
| Nivel adecuado | 70 a 100 mg / dL (de 70 a 100 mg / 100 mL o de 3,89 a 5,56 mmol/L)   | hasta 140 mg / dL (hasta 140 mg / 100 mL o hasta 7,78 mmol/L) en su punto máximo             |
| Nivel alto     | 100 a 125 mg / dL (de 100 a 125 mg / 100 mL o de 5,56 a 6,94 mmol/L) | 140 a 180 mg / dL (de 140 a 180 mg / 100 mL o de 7,78 a 10 mmol/L) en su punto máximo        |
| Hiperglucemia  | más de 125 mg / dL (más de 125 mg / 100 mL o más de 6,94 mmol/L)     | más de 180 mg / dL (más de 180 mg / 100 mL o más de 10 mmol/L) en su punto máximo            |

## Clasificación de la hipoglucemia
| Categoría de la hipoglucemia | Nivel de glucosa en sangre                                 | Síntomas                                                                                       |
| ---------------------------- | ---------------------------------------------------------- | ---------------------------------------------------------------------------------------------- |
| Hipoglucemia severa          | menos de 30 mg por 1dL (100ml) (menos de 1,67 mmol por 1L) | Confusión mental, convulsiones y coma. La hipotermia es leve (32.2 a 35 °C).                   |
| Hipoglucemia moderada        | menos de 50 mg por 1dL (100ml) (menos de 2,78 mmol por 1L) | Taquicardia, sudoración, parestesias faciales, irritabilidad progresiva y sensación de hambre. |

## Causas
La hipoglucemia puede deberse a diversas causas: 
En personas sanas
Suele ser consecuencia de un ayuno muy prolongado debido a que el organismo sigue utilizando glucosa, una vez que ya no queda glucógeno en el hígado para producirla.
Un ejercicio intenso acompañado de poca ingesta previa puede provocar hipoglucemia. Luego de comer, ciertos individuos padecen de una autolimitada hipoglucemia reactiva.
Otas causas de hipoglucemia no diabética son: farmacológica, alcohol, enfermedad crítica, deficiencias de hormonas contrarreguladoras y tumores de células no islotes.
En personas que padecen Hipoglucemia diabética
En este caso, suele deberse a un fallo en la administración de insulina exógena o de medicamento oral antiadiabético. Si se administra cuando no se ha comido lo suficiente, los niveles de glucosa pueden bajar hasta producir una hipoglucemia severa. En este tipo de pacientes también se puede producir por un exceso de ejercicio unido a una escasa ingesta de alimentos, ya que la actividad física promueve la utilización de glucosa por los tejidos.
La hipoglucemia en la diabetes mellitus puede ser resultado del tratamiento. A continuación se listan otros factores que deben considerarse en cualquier paciente con hipoglucemia: 
1. Fármacos: antidiabéticos orales (sobre todo clorpropamida, repaglinida, nateglinida), alcohol, dosis altas de saliciatos, sulfonamidas, pentamidina, quinina, quinolonas. 
2. Enfermedad grave: insuficiencia hepática, renal o cardiaca; septicemia, inanición prolongada.
3. Deficiencias hormonales: insuficiencia suprarrenal, hipopituitarismo.
4. Insulinoma: tumor de células B pancreáticas, hiperplasia de células B (conocida como nesidioblastosis, ya sea congénita, o posterior a cirugía gástrica o bariátrica).
5. Otras etiologías raras: tumores de células no B (tumores mesenquiomatosos grandes o epiteliales que producen factor de crecimiento similar a insulina ll, otros tumores no pancreáticos), insulina o anticuerpos contra el receptor para insulina, defectos enzimáticos hereditarios.
También puede causar hipoglucemia, raramente, el consumo de alcohol debido a los efectos inhibidores de la neo glucogénesis hepática. Para que esto ocurra, el glucógeno hepático debe haberse consumido. Esto se da en el ejercicio intenso y en el ayuno prologado.
Hay que vigilar la hipoglucemia, especialmente en niños menores de 6 años, puesto que puede perjudicar al desarrollo cerebral.

## Fisiopatología
En términos generales, la hipoglucemia es el resultado de dos factores:  
- Un exceso de insulina activa en el cuerpo.
- Una respuesta fisiológica correctiva que es imperfecta, generalmente, el glucagón y la adrenalina (las dos hormonas responsables de mantener la glucemia dentro del rango de 70-110 mg/dL).[4]

Cuando el cuerpo produce glucagón y adrenalina, logra corregir cualquier exceso de insulina (que haga bajar demasiado los niveles glucémicos) y logra avisarnos de que no hay suficiente glucosa circulando para permitir la función normal del cuerpo. Pero el proceso de corrección es imperfecto o ausente en la mayoría de las personas con DM. Por este defecto, el azúcar en sangre baja a niveles hipoglucémicos cuando la insulina esté activa y presente en una cantidad excesiva para la cantidad de carbohidrato presente en la sangre. Si se administra insulina cuando los niveles de glucosa en sangre son normales, puede haber un episodio de hipoglucemia. Si la cantidad de actividad física es mayor a la prevista, la cantidad de insulina o medicamento oral presente en el cuerpo puede resultar excesiva, lo cual podría iniciar un episodio de hipoglucemia. También se puede dar un episodio de hipoglucemia si a la persona con DM1 o DM2 se le administra insulina o el medicamento oral y luego decide no comer en las siguientes horas. La manera más confiable de saber si se tiene, o se está cerca de tener, un episodio de hipoglucemia es utilizando el medidor casero de glucosa.

## Cuadro clínico
Se producen sensaciones muy variadas como:
- Alexitimia
- Ansiedad
- Sudor
- Temblores y sensaciones vibrantes en las manos y en todo el cuerpo
- Polifagia (hambre excesiva)
- Confusión
- Cefalea
- Amnesia
- Fenómeno de Raynaud
- Desorientación
- Diaforesis (sudoración fría)
- Visión borrosa
- Cansancio injustificado
- Ataxia
- Mareo

Un síntoma que identifica esta condición temporal es un dolor en el centro del pecho, lo mejor es tomar un refresco o un dulce con azúcar, para elevar los niveles de glucosa en la sangre.
Si no se ingieren hidratos de carbono, se puede sufrir de convulsiones, pérdida de conciencia, coma, daño cerebral y muerte.

## Tratamiento de una hipoglucemia

### Hipoglucemia por falta de alimento
La falta de alimentación provoca, entre otros problemas, hipoglucemia (falta de glucosa). Por ello, la hipoglucemia sería solucionada comiendo. Los alimentos ricos en hidratos de carbono son una de las principales fuentes de calorías y reponen especialmente la glucosa.
Un paciente con hipoglucemia puede sentir debilidad, mareos y desorientación. Es posible conocer el nivel exacto de azúcar en sangre y compararlo con los niveles de azúcar normales mediante un aparato llamado glucómetro. 
La hipoglucemia puede aparecer por haber calculado de manera incorrecta la alimentación requerida antes de un esfuerzo. En cualquier caso, estando ya en un estado de hipoglucemia, es recomendable no realizar demasiados esfuerzos, e incluso sentarse o tumbarse hasta poder comer.
Si el problema que provoca la hipoglucemia no es la falta de alimentación, el paciente podría acudir a un médico para averiguar cuál es.

### Hipoglucemia por problemas con la diabetes
En la diabetes la hipoglucemia estaría relacionada con un "shock insulínico", por una dosis excesiva de insulina (u otra sustancia para reducir el nivel de azúcar en sangre) en alguna circunstancia imprevista.

### Hipoglucemia por complicación de otra afección distinta
A veces la hipoglucemia aparece como complicación de otra afección (por ejemplo, hipotermia), pero el paciente ha quedado inconsciente y no puede comer, como haría en la hip oglucemia por falta de alimento. Por lo cual, le sería suministrada una dosis adecuada de glucosa mediante inyección (junto con la dosis aparejada de tiamina que corresponda en caso de que la víctima padezca también encefalopatía de Wernicke).

### Hipoglucemia frecuente por tumor
Si hay un tumor que provoca la hipoglucemia, probablemente esté situado en el páncreas. La eliminación de ese insulinoma mediante la cirugía sería indudablemente el tratamiento preferible, pues en muchos de los casos se puede realizar la enucleación del tumor; pero en otro porcentaje bastante considerable, ha de practicarse una hemipancreatectomía. En aquellos casos en los que la cirugía no resulte posible o reaparezcan los síntomas debe recurrirse al tratamiento médico, que también se aplicará durante el periodo en que se estudia la morfología del tumor; no así cuando se practican estudios de funcionalidad, ya que la mayoría de los fármacos utilizados se basan en la inhibición de la síntesis de insulina, su secreción endógena, o ambas. Fármacos utilizados:
1. Diazóxido: Derivado de las benzotiadiazinas cuyo mecanismo de acción se basa en la activación de los canales de potasio sensibles al ATP, lo que evita su cierre (efecto opuesto a la sulfonilurea), por lo que en el ámbito de las células b produce una inhibición de la secreción de insulina (pero no un bloqueo de su síntesis), y al nivel del receptor de la insulina en los órganos diana, inhibe la utilización periférica de la glucosa. Se ha empleado previo a la intervención quirúrgica o como tratamiento paliativo en insulinomas metastásicos. La dosis es de 3 a 8 mg/kg/día por vía oral, con una dosis máxima de 400 a 600 mg.
2. Octreótido: Es un análogo de la somatostatina que se utiliza principalmente como inhibidor de la hormona del crecimiento en la acromegalia.
3. Glucocorticoides: Se recomiendan como inmunosupresores en el tratamiento de la hipoglucemia de etiología autoinmune.

## Prevención
Para evitar recaídas se recomienda que se cambien los hábitos alimenticios del paciente para que haya glucosa disponible en sangre a lo largo de todo el día. Están aconsejadas comidas reducidas y con mayor frecuencia (5 o 6 veces al día), que incluyan hidratos de carbono de digestión y absorción lenta. En lo posible habría que evitar el consumo de alcohol y los azúcares de rápida absorción.